# Ryō Azumi
Ryō Azumi (あずみ 椋, Azumi Ryō) é uma mangaka japonesa cujos trabalhos são inspirados pela literatura nórdica antiga e outros assuntos do Norte da Europa.
Séries recentes de Azumi incluem:
- Ring of the Nibelungen (* ニーベルングの指環, Nīberungu no yubiwa) Uma série em quatro volumes baseada em Der Ring des Nibelungen, publicada em 1989-1991.
- Mysterion (ミステリオン, Misuterion) Uma série de cinco volumes publicada em 1992-1995
- Like the Lion (獅子の如く, Shishi no gotoku) Uma série de cinco volumes baseadas na vida de Olavo Tryggvason, publicada em 1994-2001
- Mangá Motim, Mangá Mélek e Mangá Mensageiros, de uma série inspirada na Bíblia[1]